# Билокси (язык)
Билокси  (Tanêksąyaa ade) — язык юго-восточной группы семьи сиу, на котором говорили индейцы племени билокси в штатах Миссисипи, Луизиана в и юго-восточной части Техаса.

## Генеалогическая и ареальная информация
Билокси относится к юго-восточной (огайо) ветви подсемьи сиу семьи сиу-катавба, которая, в свою очередь, делится на ветки тутело (один одноимённый язык) и билокси-офо (языки билокси и офо). В настоящее время все три языка являются мёртвыми.
Сиуанские языки — семья языков Северной Америки, на которых говорили индейцы сиу, расселённые в XVII—XVIII вв. на обширном пространстве от реки Миссисипи на востоке до Скалистых гор на западе и от реки Саскачеван на севере до реки Арканзас на юге. Язык билокси был распространён по реке Паскагуле (притока Миссисипи) на юго-востоке штата Миссисипи.

## Социолингвистическая информация
По-видимому, билокси находился в тесном контакте с языком туника — изолятом, распространённом на той же территории. Племя билокси относится к американским индейцам сиу, на языке билокси они называют себя Tanêks(a). На момент первого столкновения с европейцами в 1699 г. билокси занимали территорию побережья Мексиканского залива (сейчас город Билокси) по притоке реки Миссисипи. Постепенно они отступали на запад в Луизиану и восточный Техас. Численность говорящих стремительно сокращалась уже в XIX в., а с 1930-х гг., когда скончался последний его зафиксированный носитель — Эмма Джексон — язык считается вымершим. Последние записи интервью с Эммой Джексон были сделаны в 1934 г. Морисом Сводешом и Мэри Хаас.
В настоящее время потомки билокси смешались с соседним племенем туника и другими вымирающими народами (кэддо, чокто) и являются носителями английского и/или французского языков. Всё это этническое объединение с 1981 г. называется индейским племенем туника-билокси и обитает в маленькой резервации прихода Авойлз (Луизиана). Площадь резервации составляет 1682 км², а население, по переписи 2000 года, — 89 человек.

### История племени
Французскому канадцу Пьеру Лемуану д’Ибервилю, основателю французской колонии Луизианы, рассказывали, что племя билокси было когда-то достаточно многочисленным, но после эпидемии чёрной оспы в живых осталось очень мало людей. Коренное население Америки не имеет иммунитета против оспы: вероятно, вирус попал к ним через контакты с европейцами. Д’Ибервиль описал, как набрёл на покинутую деревню в конце XVII в.: там были руины глиняных хижин с крышами из древесной коры.
Билокси были одним из последних племён Миссисипи, кому была свойственна культура насыпания курганов.. Несмотря на сиуанские корни, предки билокси по своей культуре были ближе к народам на юго-востоке материка, т. н. Юго-восточному церемониальному комплексу. Это было традиционное общество, где женщины выращивали кукурузу, фасоль и кабачки, а мужчины охотились на оленей, медведей и бизонов и рыбачили круглый год. Как и во многих других преимущественно аграрных обществах, контроль за доступом к запасам зерна и распределением пищевых ресурсов между людьми способствовал формированию абсолютистской политической культуры, когда Yaaxitąąyą - «Великий священный» — был одновременно и главой светской власти, и духовной: в языке билокси словом ąyaaxi или yaaxi можно назвать и вождя или короля, и шамана или знахаря. О похоронах простолюдинов известно мало, а вот тела умерших ąyaaxi — знати — высушивали в огне и дыму. Полученные таким образом «мумии» помещали на красных столбах, врытых в землю вокруг центральной части храма, и посетители ежедневно «предлагали» им еду.
Американский этнолог Джеймс Оуэн Дорси, специалист по народам сиу, посетил племя билокси в Луизиане в 1892 и 1893 гг. и собрал материал для словаря, опубликованного в 1912 г. Он описал народ билокси так: до прихода европейцев мужчины носили набедренную повязку, изготовленную обычно из оленьей кожи, которая была просунута между ног и заткнута под пояс спереди и сзади. Ремни изготавливались из кожи или жилы, расшитой бисером. Люди покрывали верхнюю часть тела одеждой или одеждой из шкур различных животных, таких как медведь, олень (особенно олень-самец), пантера, дикая кошка, бобр, выдра, енот, белка и зубр. Длинные шкуры использовались пожилыми людьми либо для зимней одежды. Как и в других племенах, женщины обрабатывали и шили шкуры животных для создания такой одежды, а также мокасин и леггинсов. Леггинсы носили в холодную погоду или для защиты ног от подлеска. Нижние части леггинсов заправлялись под ободки мокасин, а верхние концы обычно крепились к поясу с помощью ремней. Билокси изготавливали инструменты и утварь из бизонов и оленьих рогов, а также носили украшения из вырезанных и отполированных ракушек. Некоторые билокси имели традиционные татуировки на лице и носили кольца в носу и/или серьги.
Выжившие после эпидемии оспы билокси постепенно мигрировали из Миссисипи в Луизиану и Техас. Они слились с другими народами, такими как кэддо, чокто, а в последнее время и туника. Хотя большая часть племенной структуры к этому времени исчезла, когда этнолог Джеймс Оуэн Дорси посетил их в Луизиане в 1892 и 1893 гг., они все ещё прослеживали происхождение по материнской линии — в матрилинейной системе родства. Сохранилось три активных клана: Ita aⁿyadi — люди Оленя; aⁿyadi Oⁿʇi — люди Медведя; и Naqotodca aⁿyadi — люди Крокодила. Большинство билокси принадлежали к клану Оленя. Дорси описал их сложную социальную систему, в которой было более 53 терминов для родственных отношений и дюжина уже забытых, — больше, чем у любого другого народа сиу, которые он успел изучить.

## Типологическая характеристика[5]

### Тип выражения грамматических значений
Билокси — синтетический язык с очень развитой системой аффиксов. Грамматические значения в равной степени выражаются как префиксами, так и суффиксами.
```
(1) nkaxtu-yą            tcayinke-daha                   te   hą anksi-yo                 nanki  na
```

```
    POSS.1.отец.PL-EMPH  CAUS[3SG.NPST]1OBJ.смерть-OBJPL OPT ADD делать-стрелы-[3SG.NPST] CLASS DECLAR
```

```
   'Отец хочет нас убить и сидит делает стрелы'
```

```
(2) cetkana        ǫti      kitenaxtu      xa
```

```
    кролик-старый  медведь  DAT-дружба-PL  HAB
```

```
   'Кролик и медведь были друзьями' 
```

[Einaudi 1976: 176—183]

### Характер границы между морфемами
Распространена агглютинация с фузией на стыках морфем, однако встречается и флективность: в глаголах 3 л. ед. ч. показатели числа и лица выражены кумулятивно нулевым аффиксом. Отрицание может выражаться аналитически.
```
(3) hande + kide > hant kide
```

```
    быть[3SG.NPST] + до тех пор, пока
```

```
   'она была до тех пор, пока'
```

```
(4) ay + ąhį + tu > ayąxtu
```

```
    ты + кричать + PL
```

```
    'вы (мн.) кричите'    
```

[Einaudi 1976: 34-35]
```
(5) nk + dǫxi + ni > ndox ni
```

```
    я + видеть + NEG
```

```
    'я не вижу'
```

[Einaudi 1976: 37]

### Локус маркирования

#### В посессивной именной группе
В посессивной именной группе из двух существительных посессор выражен синтаксически — препозицией:
```
(6) ąya             xohi
```

```
    человек/женщина старый
```

```
   'старая женщина'
```

[Einaudi 1976: 21]
Зависимостное маркирование в посессивных именных группах с местоимениями:
```
(7) 
adi + nk + tu > nkaxtu
```

```
    отец + я + PL
```

```
    'наш отец'
```

[Einaudi 1976: 62]

#### В предикации
Вершинное маркирование:
```
(8)  
te    yąka                   daha
```

```
     OPT 1OBJ.убивать[3SG.NPST]   OBJ.PL
```

```
        'он нас убил'
```

[Einaudi 1976: 76]

### Тип ролевой кодировки
Судя по имеющимся примерам, в билокси директная ролевая кодировка, то есть все три актанта дополнительно не маркируются, а роди определяются порядком слов.
Участники переходного глагола:
```
(9) cǫki   cetcat  noxe
```

```
    собака  кролик преследовать[3SG.NPST]
```

```
   'собака преследовала кролика'
```

[Einaudi 1976: 179]
Пассивный участник непереходного глагола:
```
(10) tohanaka ąnya hauti ndǫhi
```

```
     вчера  человек он-больной видеть[1SG]
```

```
    'вчера я видел больного человека'
```

Активный участник непереходного глагола:
```
(11) tohoxk    supi   sihi    nedi
```

```
   лошадь   чёрный  стоять  EMPH
```

```
   'чёрная лошадь стоит'
```

[Dorsey; Swanton 1912: 118]

### Базовый порядок слов[7]
```
(12) cǫki   cetcat noxe
```

```
    собака  кролик  преследовать[3SG.NPST]
```

```
   'собака преследовала кролика'
```

[Einaudi 1976: 179]

## Особенности

### Морфологические

##### Класс неотторгаемых существительных
Для некоторых существительных существуют притяжательные формы, которые образуются с помощью префиксов лица и постфикса мн. числа:
| префиксы | префиксы | префиксы | постфикс            |
| nk-      | ay-      | ø-       | -tu                 |
| -------- | -------- | -------- | ------------------- |
| 1 лицо   | 2 лицо   | 3 лицо   | мн. число посессора |

| isu — 'зубы' | isu — 'зубы'  | isu — 'зубы' | isu — 'зубы' | adi — 'отец' | adi — 'отец'  | adi — 'отец' | adi — 'отец' |
| ------------ | ------------- | ------------ | ------------ | ------------ | ------------- | ------------ | ------------ |
| nkisu        | 'мои зубы'    | nkisutu      | 'наши зубы'  | nkadi        | 'мой отец'    | nkaxtu       | 'наш отец'   |
| ayisu        | 'твои зубы'   | ayisutu      | 'ваши зубы'  | iyadi        | 'твой отец'   | iyaxtu       | 'ваш отец'   |
| isu          | 'его/её зубы' | isutu        | 'их зубы'    | adi          | 'его/её отец' | axtu         | 'их отец'    |

Это существительные с неотторгаемой принадлежностью — части тела и родственники. [Einaudi 1976: 56-67]

##### Редупликация
Редупликация корня распространена в билокси: она выражает интенсивность или дистрибутив. В неодносложных корнях при редупликации конечный гласный, как правило, выпадает.
```
(13)  supi
```

```
    'чёрный'
```

```
    
supsupi
```

```
    'везде черно'
```

```
(14) ku
```

```
   'давать'
```

```
   
kuku         daha
```

```
   давать-редупл. OBJ.PL
```

```
   'она раздала это всем'
```

[Einaudi 1976: 106—107]

## Список глосс
ADD — additive particle
CAUS — causative
CLASS — classificatory verb
DAT — dative
DECLAR — declarative mode
EMPH — emphatic
HAB — habitualis
NEG — negative
NPST — non-past tense
OBJ — object
OPT — optative
POSS — posessor
PL — plural
SG — singular
1, 2, 3 — показатели лица